# Micruroides euryxanthus
Micruroides euryxanthus, é uma espécie de cobra-coral tricolor da América do Norte, ocorrendo no noroeste do México e sudoeste dos Estados Unidos. Apresenta pequeno porte, medindo entre 33 e 53 cm de comprimento. Sua coloração se caracteriza por mônades de anéis pretos alternados por anéis vermelhos, sendo separados entre si por anéis brancos ou amarelos e a cabeça é inteiramente preta.